# Loučka (Nový Jičín)

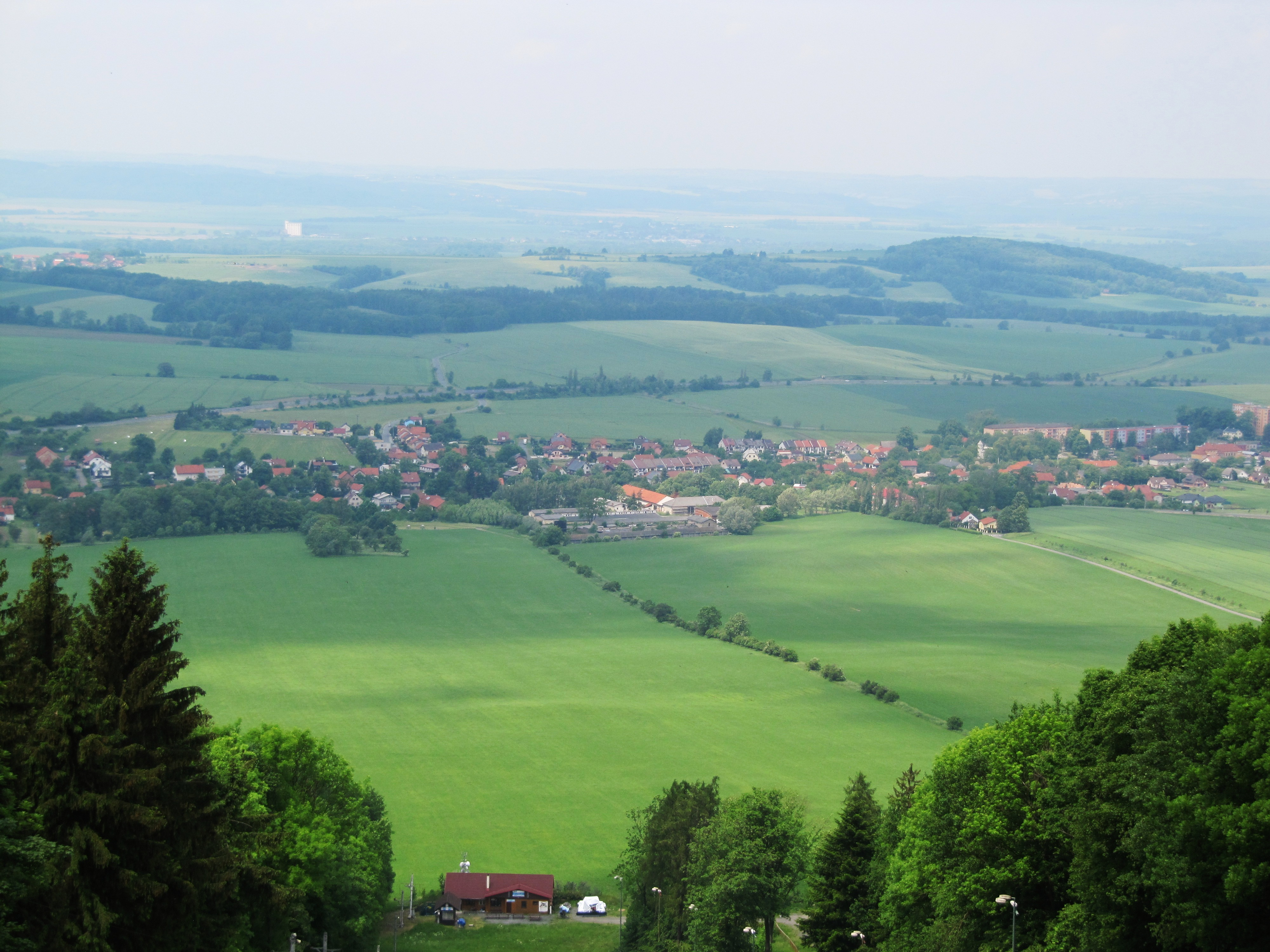
Blick vom Schwinz auf Loučka

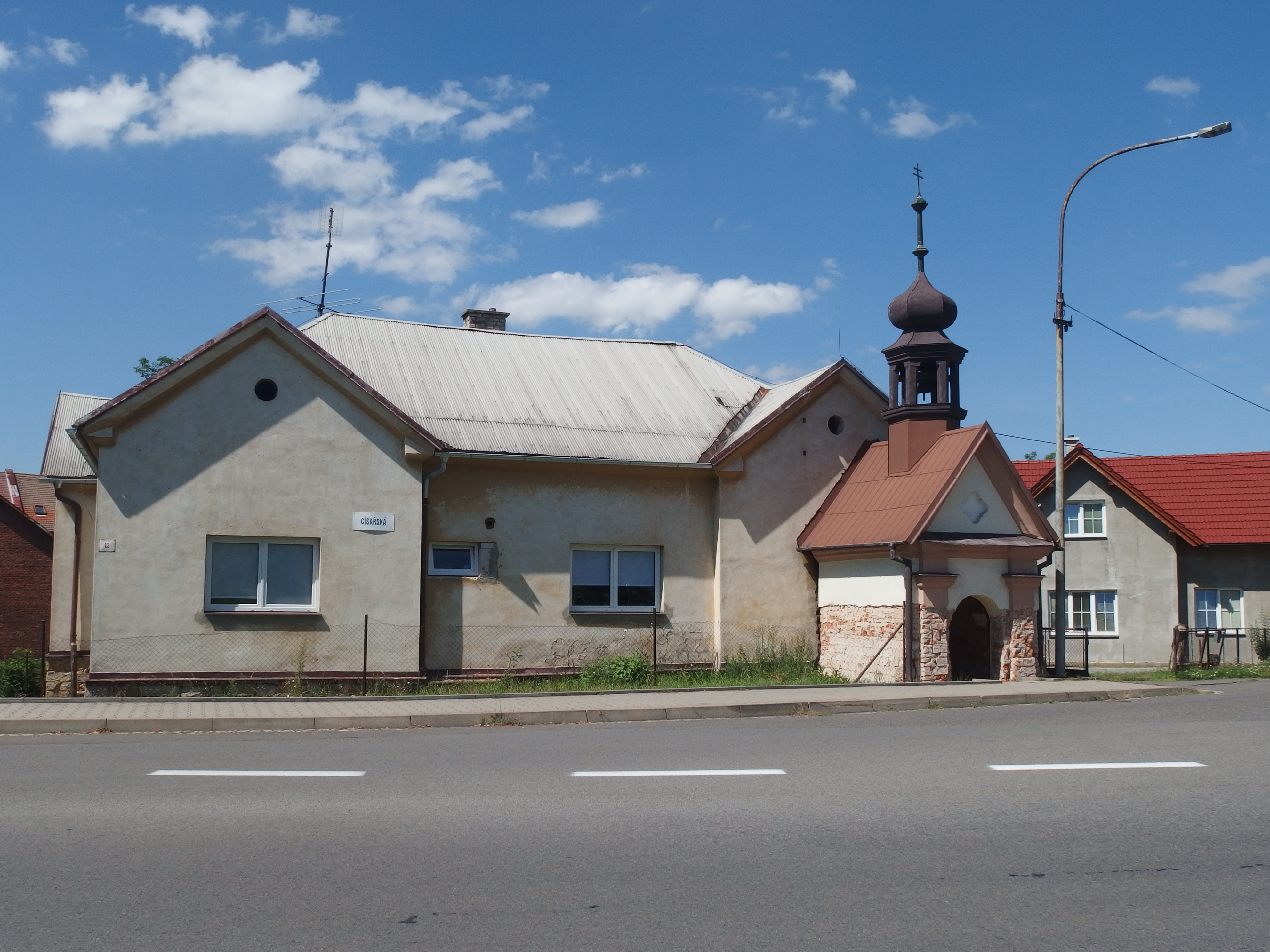
Kapelle

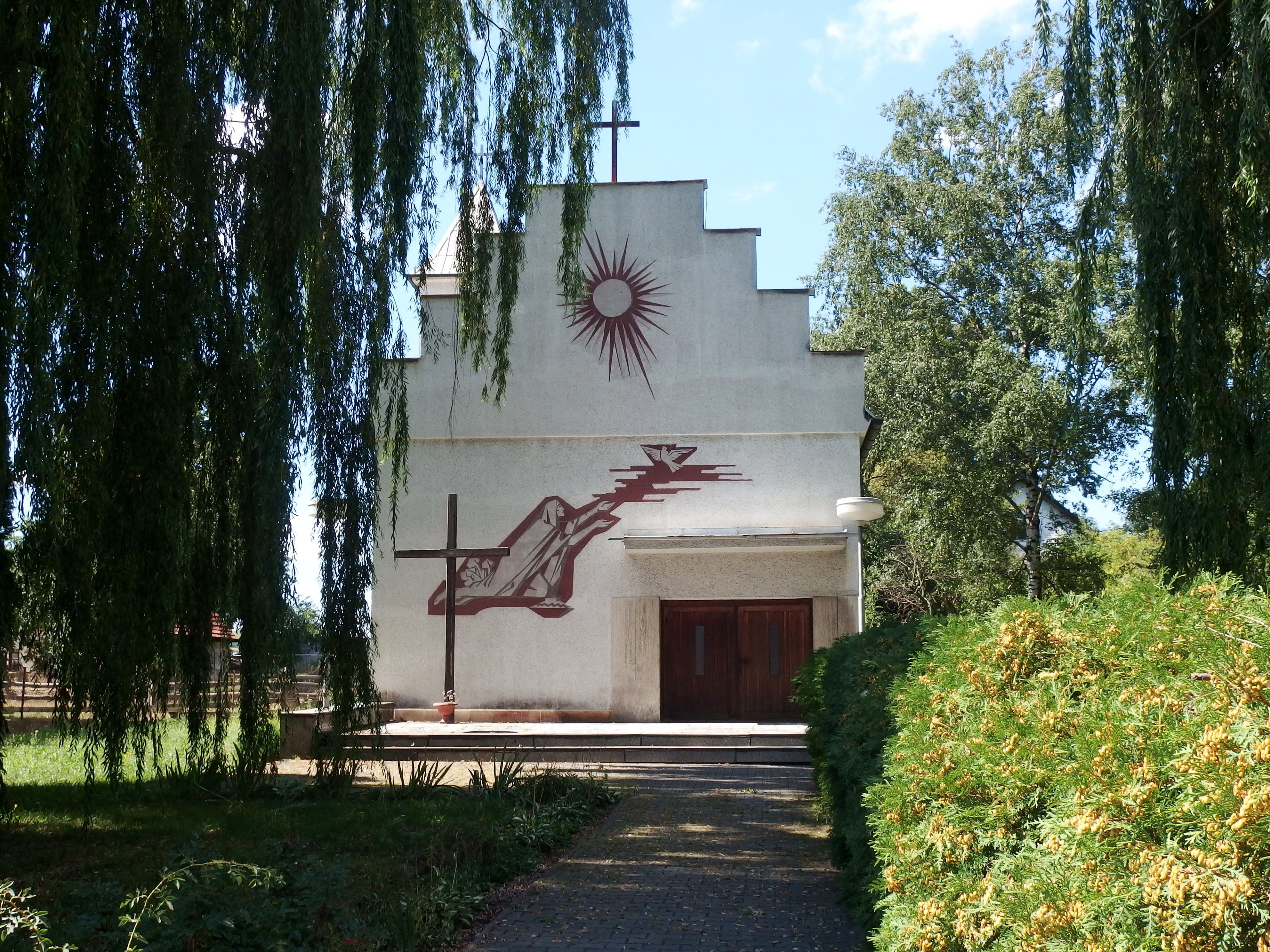
Kirche der hl. Agnes von Böhmen

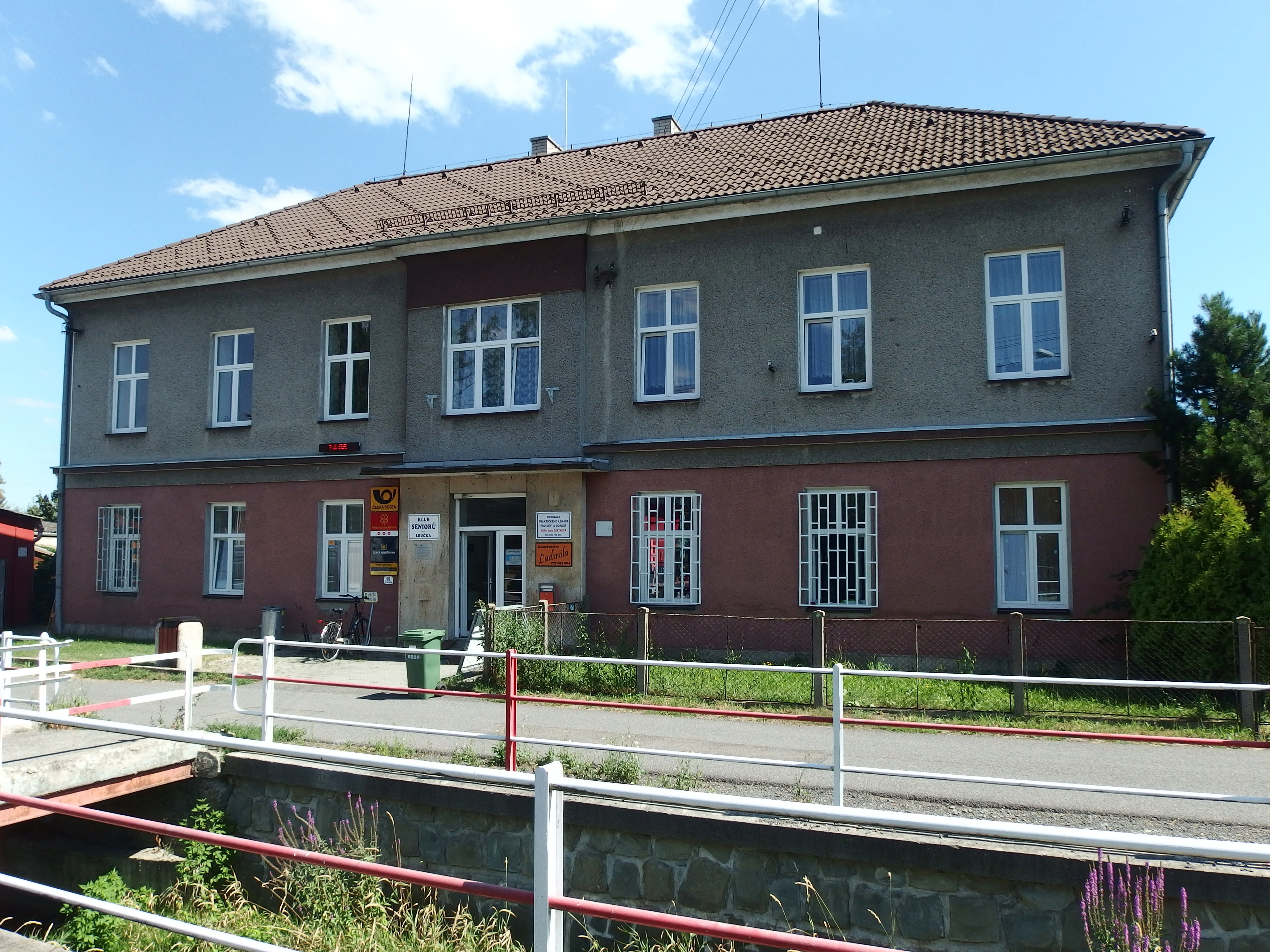
Post, ehemals Schule

Loučka (deutsch Ehrenberg) ist ein Ortsteil der Stadt Nový Jičín in Tschechien. Er schließt sich unmittelbar westlich an Nový Jičín an und gehört zum Okres Nový Jičín.

## Geographie
Loučka erstreckt sich am östlichen Fuße des Starojický kopec (Burgberg, 496 m n.m.) mit der Burgruine Starý Jičín zu beiden Seiten des Baches Grasmanka im Kuhländchen. Im Unterdorf mündet der Bach Baranec in die Grasmanka. Westlich und nördlich wird das Dorf von der Staatsstraße I/48 umfahren. Im Norden erheben sich die Kaní hůra (320 m n.m.), der Panský kopec (358 m n.m.) und der Salaš (364 m n.m.), östlich die Skalka (Steinberg, 365 m n.m.), im Süden der Svinec (Schwinz, 546 m n.m.) und westlich der Starojický kopec.
Nachbarorte sind Pod Salašem und Šenov u Nového Jičína im Norden, Nový Jičín und Horní Předměstí im Osten, Bludovice, Čertův Mlýn und Hodslavice im Südosten, Kojetín im Süden, Jičina, Žlabec und Starý Jičín im Südwesten, Vlčnov und Hůrka im Westen sowie Bernartice nad Odrou und Lesní Mlýn im Nordwesten.

## Geschichte
Das Dorf wurde um 1323 während des Landesausbaus als typisches Waldhufendorf angelegt. Die erste urkundliche Erwähnung von Luczca erfolgte im Jahre 1374 als Teil der Herrschaft Titschein. Besitzer waren zu dieser Zeit die Herren von Krawarn. Später folgten u. a. die Herren von Boskowitz, ab 1500 die Herren von Zierotin, nach der Schlacht am Weißen Berg die Freiherren Hofmann von Grünbüchel, ab 1706 die Freiherren Zeno zum Danhaus und ab 1772 die Reichsgrafen von Seilern und Aspang. 
Zu Beginn des 16. Jahrhunderts trugen die Siedler in Luczka durchweg tschechische Namen. Zwischen dem Ende des 16. Jahrhunderts und dem zweiten Drittel des 17. Jahrhunderts erfolgte der Zuzug deutscher Siedler. Zu dieser Zeit entstand auch der Name Ehrenberg. Im Jahre 1676 war das Dorf etwa zur Hälfte von Deutschen und Tschechen bewohnt. Seit dem Ende des 17. Jahrhunderts war der Ort wieder mehrheitlich von Tschechen bewohnt. Das älteste Ortssiegel stammt aus dem 17. Jahrhundert, es zeigt eine Garbe, und zu deren Seiten ein Sech und eine Pflugschar. Im Jahre 1715 ließ Anton von Zeno zum Danhaus an der Grenze zur Herrschaft Neu Titschein zum Dank für die Befreiung seines Dominiums von einem heftigen Pestausbruch zwei den hll. Sebastian und Rochus geweihte Bildsäulen aufstellen. 1775 bestand der Ort aus 55 Häusern und hatte 665 Einwohner. Nachdem der Schulunterricht zuvor in der Vogtei abgehalten wurde, erhielt das Dorf 1793 ein Schulhaus. 
Im Jahre 1835 bestand das im Prerauer Kreis an der von Mährisch Weißkirchen nach Galizien führenden Kaiserstraße gelegene Dorf Ehrenberg bzw. Laučka aus 86 Häusern, in denen 645 Personen lebten. Das Dorf war gemischtsprachig. Haupterwerbsquelle bildete der Ackerbau. Im Ort gab es eine Trivialschule und zwei Wirtshäuser. Pfarrort war Alt Titschein. Bis zur Mitte des 19. Jahrhunderts blieb Ehrenberg der Herrschaft Alt Titschein untertänig.
Nach der Aufhebung der Patrimonialherrschaften bildete Loučka / Ehrenberg  ab 1849 eine Gemeinde im Gerichtsbezirk Neutitschein. Ab 1869 gehörte Loučka zum Bezirk Neutitschein. Zu dieser Zeit hatte das Dorf 628 Einwohner und bestand aus 88 Häusern. Im selben Jahre erfolgte die Gründung der Brauerei Pocheta. Mit dem Beginn der Industrialisierung von Neutitschein verdiente sich ein Teil der Bewohner seinen Lebensunterhalt durch Arbeit in den Fabriken. In den 1890er Jahren wurde Loučka zum Treffpunkt der Neutitscheiner Tschechen und von Studenten aus der Umgebung. Von 1890 bis 1894 befand sich in Loučka die von der Česká beseda gegründete tschechische Bücherei für Neutitschein mit 200 Bänden. 1893 fand in der Gemeinde eine ethnographische Ausstellung statt, die trotz eines Verbots durch den Bezirkshauptmann mit einem tschechischen Volksfest beendet wurde. Im Jahre 1900 lebten in Loučka 808 Personen, 1910 waren es 985. 1905 erwarb Friedrich Deym von Střítež die Grundherrschaft Starý Jičín. Im Jahre 1930 bestand Loučka aus 121 Häusern und hatte 934 Einwohner. Nach dem Münchner Abkommen wurde das mährischsprachige Dorf 1938 dem Deutschen Reich zugeschlagen und gehörte bis 1945 zum Landkreis Neu Titschein. 1939 lebten in Ehrenberg  948 Personen. In dieser Zeit strebte die Stadt Neu Titschein die Eingemeindung von Ehrenberg an. Dies scheiterte jedoch am Widerstand der Gemeinde, die 1940 jedoch Teil des Verbundes von sechs Gemeinden wurde, der von der Stadt Neu Titschein verwaltet wurde. Nach dem Ende des Zweiten Weltkrieges kam die Gemeinde zur Tschechoslowakei zurück. Im Jahre 1950 hatte die Gemeinde 703 Einwohner und bestand aus 172 Häusern. Nach längerem Widerstand der Landwirte gegen die Kollektivierung wurde 1957 die JZD Loučka gegründet. In der zweiten Hälfte des 20. Jahrhunderts setzte ein Wandel von einem bäuerlichen Dorf zu einer Vorstadtsiedlung ein; die Bebauung wurde verdichtet. 1968 wurde die Kirche geweiht. Mit Beginn des Jahres 1975 wurde Loučka nach Nový Jičín eingemeindet. Nach der Eingemeindung entstand ab 1977 im unteren Teil des Dorfes auf ehemaligen landwirtschaftlichen Flächen eine Wohnblocksiedlung, die ursprünglich für die Erbauer und die Beschäftigten des Kernkraftwerkes Blahutovice konzipiert war und auch ein Krankenhaus, Kulturhaus und Versorgungseinrichtungen erhalten sollte. Zwischen 1980 und 1991 schoss die Einwohnerzahl von 647 auf 2438 an, die Zahl der Häuser wuchs von 158 auf 204. Nachdem die Kraftwerkspläne nach der Samtenen Revolution verworfen wurden, erfolgte zu Beginn der 1990er Jahre die Beendigung des Baus der Plattenbausiedlung. Beim Zensus von 2001 lebten in den 246 Häusern von Loučka 3694 Personen. Im Juni 2009 überschwemmte eine Sturzflut der Grasmanka das Dorf und hinterließ schwere Schäden.

## Ortsgliederung
Loučka besteht aus den Grundsiedlungseinheiten Bocheta, Hrabí, Loučka, Sídliště Loučka und Za císařskou.
Der Ortsteil Loučka bildet den Katastralbezirk Loučka u Nového Jičína.

## Sehenswürdigkeiten
- Kirche der hl. Agnes von Böhmen, erbaut 1968. Sie diente bis 1990 als Archiv wurde danach ihrem eigentlichen Zweck übergeben.
- Kapelle
- Burgruine Starý Jičín
- Svinec, der Berg bietet eine weite Aussicht über das Odertal und das Vorbeskidenhügelland. Im südlichen Teil der Gemarkung befindet sich am Fuße der Chata Svinec eine Skipiste.